# Дертники (Ярославская область)
Дертники — деревня в Ростовском районе Ярославской области России.
В рамках административно-территориального устройства относится к Любилковскому сельскому округу Ростовского района, в рамках организации местного самоуправления включается в сельское поселение Петровское.

## География
Деревня находится в юго-восточной части области, в зоне хвойно-широколиственных лесов, при автодороге М8, на расстоянии примерно 29 километров (по прямой) к юго-западу от города Ростова, административного центра района. Абсолютная высота — 172 метра над уровнем моря.

### Климат
Климат характеризуется как умеренно континентальный, с умеренно холодной зимой и относительно тёплым влажным летом. Среднегодовая температура воздуха — +3,4 °C. Средняя температура воздуха самого холодного месяца (января) — −11,1 °C (абсолютный минимум — −46 °C); самого тёплого месяца (июля) — +17,3 °C (абсолютный максимум — +36 °C). Годовое количество атмосферных осадков составляет 500—600 мм, из которых большая часть выпадает в тёплый период.

### Часовой пояс
Дертники, как и вся Ярославская область, находится в часовой зоне МСК (московское время). Смещение применяемого времени относительно UTC составляет +3:00.

## Население
| 2007 | 2010 |
| ---- | ---- |
| 106  | ↘82  |

### Национальный состав
Согласно результатам переписи 2002 года, в национальной структуре населения русские составляли 95 % из 98 чел.

## Общественный транспорт
Дертники обслуживается проходящими автобусными маршрутами №№ 029 Москва (автовокзал «Центральный») — Кострома, 057 Ярославль — Москва (автовокзал «Северные ворота»), 111 Ростов — Лесной (отдельные рейсы выполняются с заездом в Горный), 501 Переславль-Залесский — Ярославль, 972 Рыбинск — Москва (автовокзал «Центральный»), 4988 Москва (автовокзал «Центральный») — Рыбинск.